# Цёге-фон-Мантейфель, Николай Максимович
Николай Максимович Цёге-фон-Мантейфель (1827—1889) — русский генерал, участник Туркестанских походов и русско-турецкой войны 1877—1878 годов.

## Биография
Родился в 1827 году (13 октября или 17 октября) в родовом имении Ней-Харм, в Эстляндской губернии. Получив первоначальное домашнее образование, Цёге поступил в 1842 году в Школу гвардейских подпрапорщиков и кавалерийских юнкеров (будущее Николаевское кавалерийское училище); 12 августа 1846 года из унтер-офицеров этой школы он вступил на службу прапорщиком в лейб-гвардии Семёновский полк, причём на первых же порах принял участие в походе гвардии к западным пределам Империи в 1849 году, во время Венгерской войны.
В 1850 году Цёге был переведён в Либавский пехотный полк в чине капитана, а в 1854 году произведён в майоры и переведён в 5-й Калужский пехотный полк. Командуя батальоном этого полка, он принимал участие в охране берегов Курляндии против соединённых флотов и войск Англии и Франции в войне 1853—1856 годов Во время усмирения восстания в царстве Польском в 1863 году он находился с полком в составе войск Виленского военного округа и принимал деятельное участие в поражении шайки Нарбута, 8 апреля, у озера Думля, а 22 апреля отрядом русских войск, под его личным начальством, была разбита шайка Липкевича в Гродненской губернии. За последнее дело Цёге был произведён в полковники и назначен начальником города Белостока с его уездом. За исполнение этой должности в 1863 году Высочайше повелено было присвоить ему звание почетного гражданина этого города.
В 1864 году он был переведён в 9-й Ингерманландский князя Меншикова полк, а в 1865 году — в Великолуцкий полк с назначением в распоряжение Туркестанского военного губернатора.
Сейчас же по прибытии Цёге в Туркестан, он был назначен начальником правого фланга Новококандской (Сыр-Дарьинской) линии. В 1866 году он принимал участие в походе против бухарцев, неоднократно исполнял обязанности начальника полевого штаба. Командуя всей пехотой в нескольких сражениях, в том числе и при Ирджаре, Цёге отличился при взятии крепости Ура-Тюбе, 2 октября, а также 18 октября при штурме Джизака. За отличия оказанные в делах против бухарцев Цёге был произведён 12 ноября 1866 года в генерал-майоры; в том же году, после отъезда генерала Романовского, он временно исполнял должность военного губернатора Туркестанской области. После прибытия в Ташкент генерал-адъютанта К. П. фон Кауфмана, в 1868 году, Цёге был назначен помощником начальника 2-й гренадерской дивизии, в 1871 году награждён орденом св. Станислава 1-й степени, а в 1873 году получил в командование 1-ю бригаду той же дивизии и в следующем году получил орден св. Анны 1-й степени.
В августе 1877 года он вместе с бригадой выступил на место военных действий против турок и в октябре перешёл во главе своей бригады через Дунай у Зимницы. 2-го ноября он прибыл на позицию обложения Плевны, на левом берегу р. Вида, в д. Дальний Дубняк и вступил в состав западного отряда, под начальство румынского князя Карла. Тотчас по прибытии туда он был назначен начальником передовой линии войск на позиции 6-го участка обложения, которые должны были защищать дорогу из Плевны к Виду. 28 ноября, под командой генерала Ганецкого, Цёге принимал видное участие в сражении, решившем участь турецкой армии; войскам Гренадерского корпуса выпала при этом трудная и вместе с тем завидная доля взятия в плен армии Османа-паши; о стойкость гренадер разбилась последняя отчаянная попытка турок прорваться сквозь линию обложения. 25 декабря Цёге с вверенной ему бригадой выступил в Забалканский поход через города Ловчу, Сельви в Габрово.
За отличие в сражении под Плевной он был 12 апреля 1878 года произведён в генерал-лейтенанты с назначением в распоряжение главнокомандующего действующей армией, а 16 июня 1878 года назначен начальником 2-й гренадерской дивизии. За переход через Балканы Цёге в 1879 году награждён орденом св. Владимира 2-й степени с мечами. В 1883 году был удостоен ордена Белого Орла. В середине 1886 года он был назначен командиром 2-го Кавказского армейского корпуса, в том же году получил орден св. Александра Невского. В ноябре 1888 года назначен командиром 16-го армейского корпуса.
Умер 14 (26) июля 1889 года на своей даче Подбережье, близ Витебска. Был похоронен в Москве на Введенском кладбище; могила утрачена.

## Комментарии
1. ↑  Ныне — Витебская область, Республика Беларусь.